# Краснопольские
Краснопольские — дворянский род герба Топор, восходящий к началу XVII века и пользовавшийся прозвищем (przydomek) Кощан.
Одна ветвь этого рода переселилась в начале XVIII века на Украину. Разные ветви Краснопольских были внесены в VI и IV части родословных книг Вологодской, Калужской, Подольской, Рязанской и Смоленской губерний Российской империи (Гербовник, VIII, 142).

## Описание герба
В щите, имеющем красное поле, изображён серебряный топор, остриём в левую сторону обращённый.
Щит увенчан дворянскими шлемом и короной. Нашлемник: топор, остриём наклонённый к короне. Намёт на щите красный, подложенный серебром.